# Automobiles Bardon
Pour les articles homonymes, voir Bardon.
Automobiles Bardon est un constructeur automobile français.

## Production

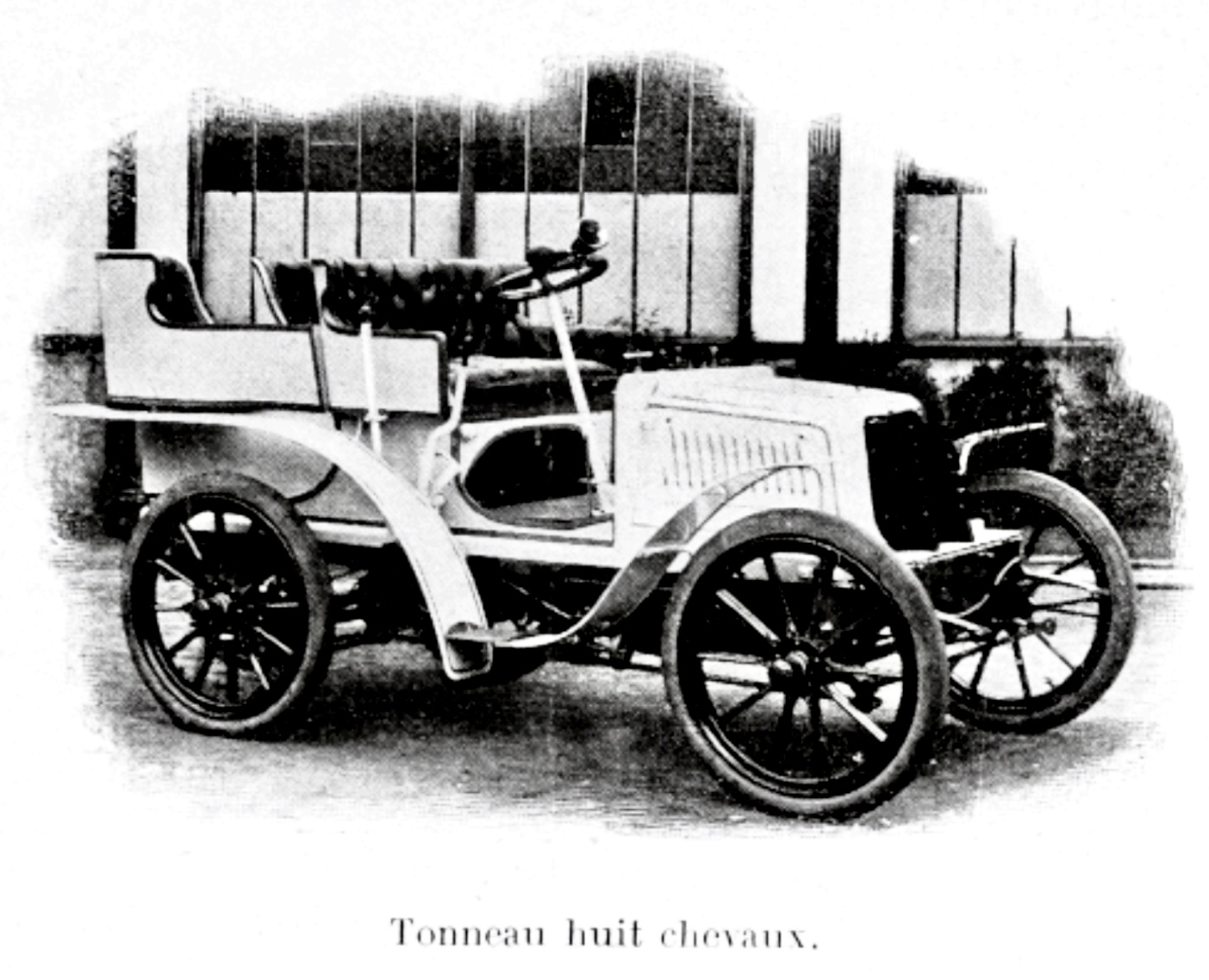
1902 : Tonneau Bardon 8 CV.

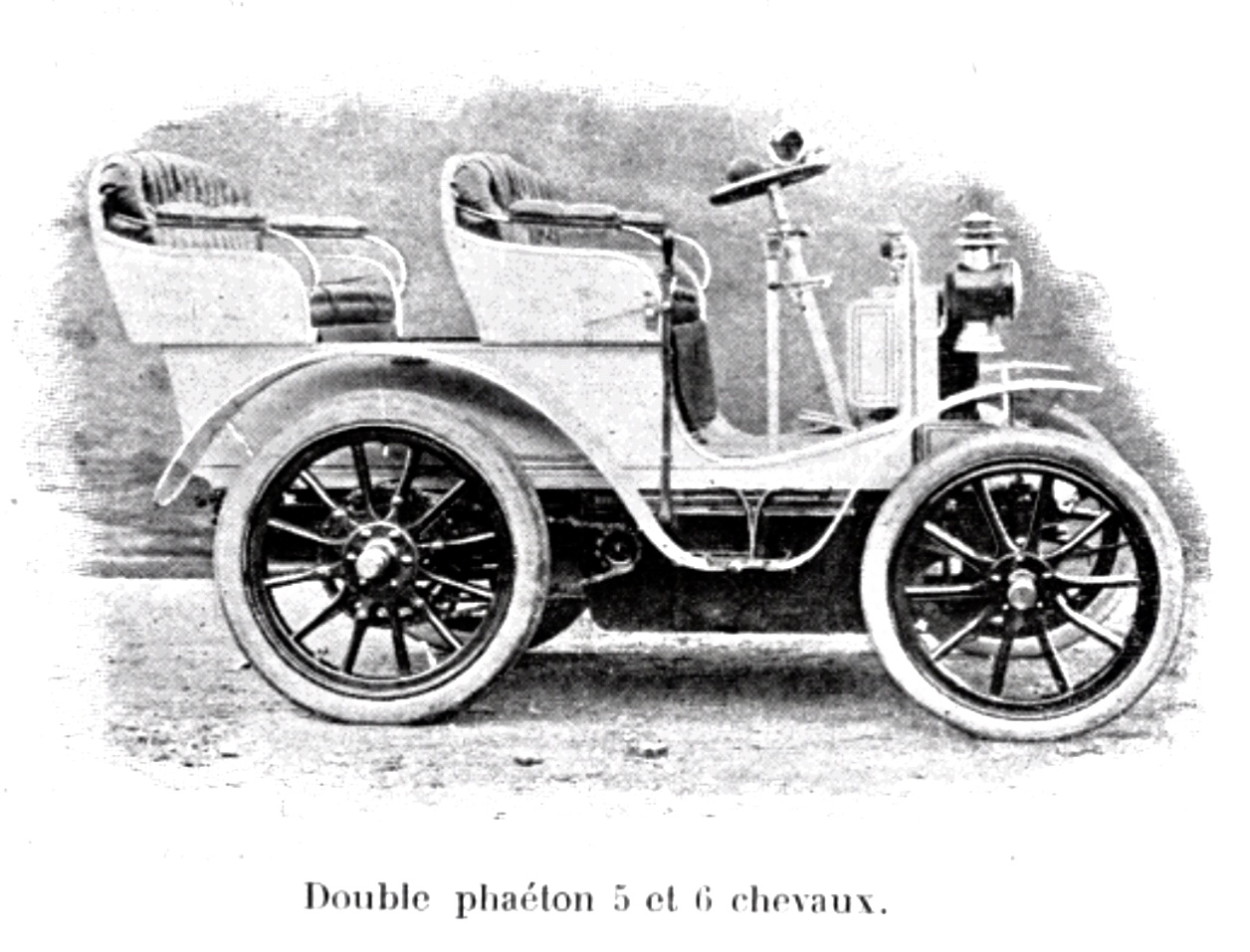
1902 : Double phaéton Bardon 6 CV.

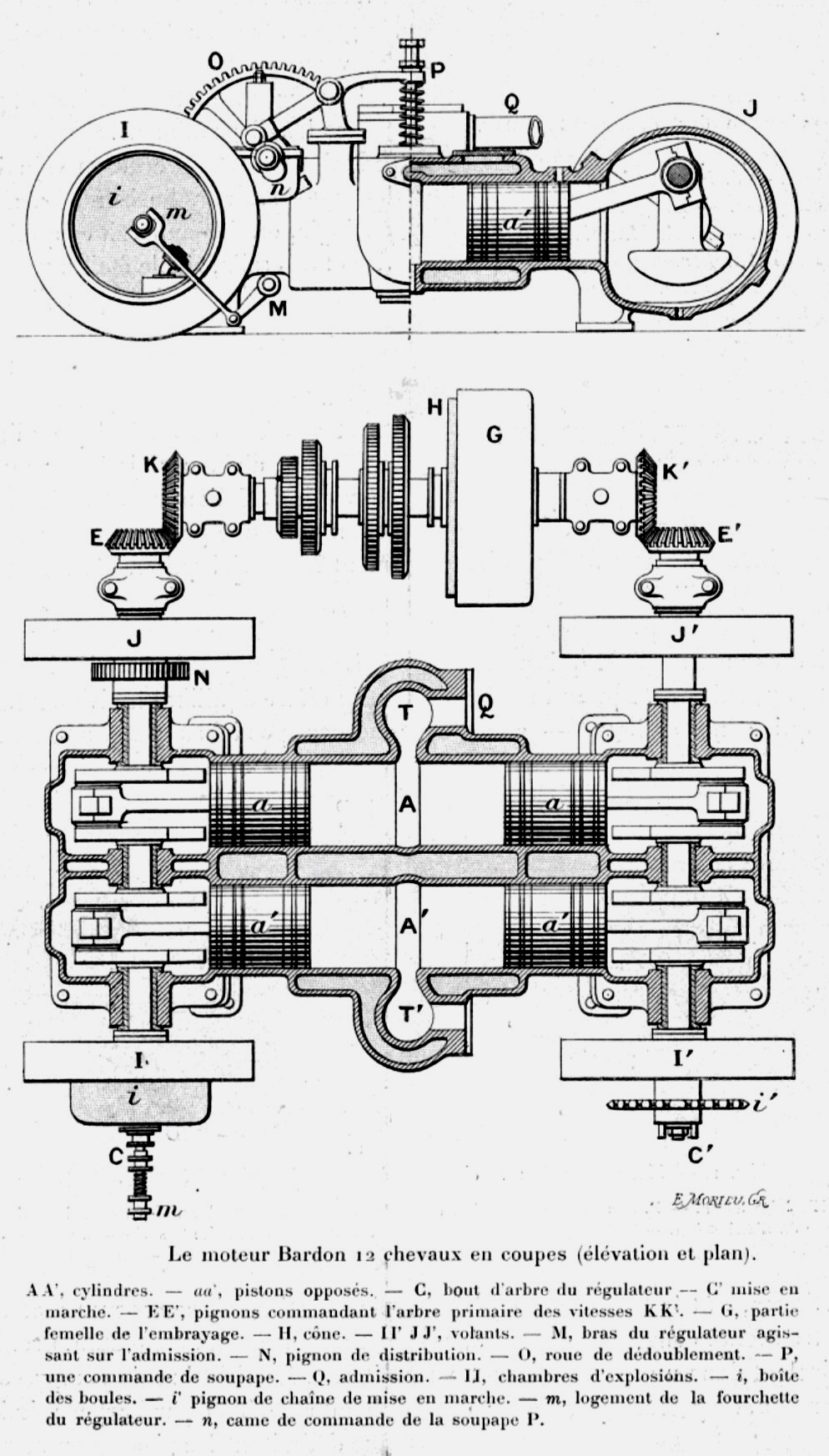
1903 : Bardon moteur quatrecylindre à contre-pistons.

Louis Bardon fonde la société SA des Automobiles et Traction à Puteaux en 1899 et se lance dans la production d’automobiles. En 1901, l’entreprise est rebaptisée Automobiles Bardon.  Quatre grands types de Bardon sont connus :
- Type B avec un moteur monocylindre à contre-pistons de Gobron-Brillié de 5,5 ch. Le moteur avait une cylindrée de 608 cm3 avec un alésage de 88 mm à une course de 100 mm. Le véhicule était équipé d’une boîte de vitesses à trois rapports.  Entraînement par chaîne jusqu’aux roues arrière.

- Type C également avec un moteur monocylindre de 5 ch. Le véhicule était équipé d’une boîte de vitesses à quatre rapports. Le prix de vente du châssis était de 5 000 francs.

- Type G avec une boîte de vitesses à quatre rapports et un moteur monocylindre de 7 ch. Le prix de vente du châssis était de 6 500 francs.

- Type E avec un moteur bicylindre de 10 ch. Entraînement par arbre à cardan jusqu’au différentiel sur l’essieu arrière. Le prix de vente du châssis avec boîte de vitesses à quatre rapports était de 10 000 francs[3].

Tous les types ont un allumage électrique. Les types G et E ont des soupapes d’admission régulées.
Les vitesses maximales de ces types sont de 35 km/h pour le type B, 32 pour le type C, 40 pour le type G et 55 pour le type E.
Après n’avoir produit que quelques véhicules jusqu’en 1903, Louis Bardon vend son entreprise au constructeur automobile parisien Georges Richard.  La production s’est terminée dès 1902.